# Jean IV de Bouville
Pour les articles homonymes, voir Bouville.
Jean IV de Bouville (1283 - 1308), chambellan du roi Philippe IV de France.
Il est un des fils de Hugues II de Bouville, seigneur de Bouville et de Marie de Chambly, et frère de Hugues III de Bouville.
En 1304, il succède à son père Hugues II de Bouville, comme chambellan du roi.
En 1305, il épouse Marguerite de Bommiers (1285 - 1368), dame de Bommiers (Berry), Châteaumeillant et Montfaucon (Anjou).
Ils auront deux filles : Blanche de Bouville (future femme d'Olivier IV de Clisson) et Jeanne Marie de Bouville, dame de Milly-en-Gâtinais (1305 - 1335), mariée à Galeran de Meulan, seigneur de La Queue-en-Brie.

## Sources
1. ↑  http://racineshistoire.free.fr/LGN/PDF/Bouville.pdf
2. ↑  « Base de données - Genealogie.Quebec - page de Jean IV de Bouville, seigneur de Milly-en-Gâtinais  (1283 - 1308) », sur genealogiequebec.info (consulté le 22 avril 2021).